# Burg Blessem

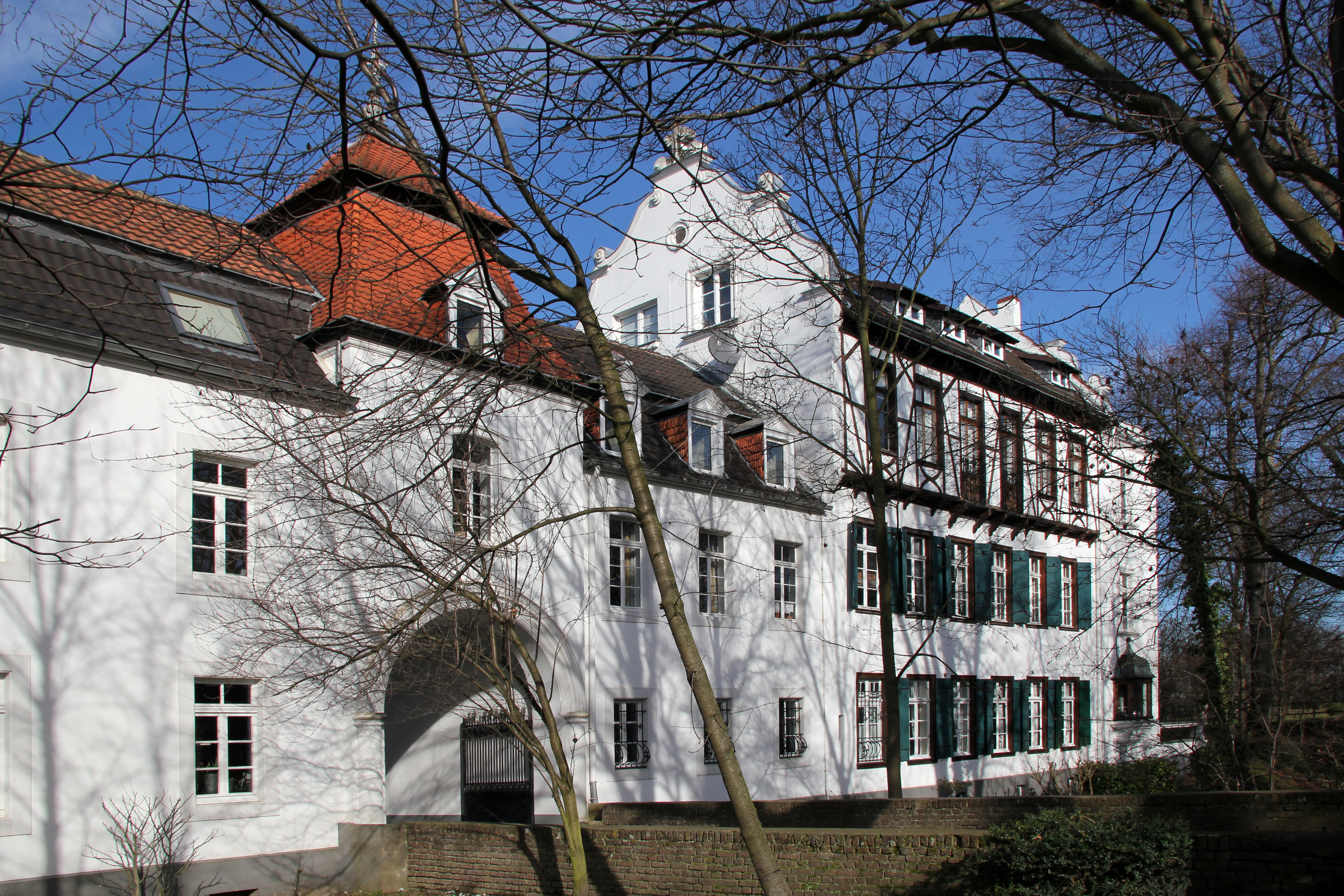
Vorburg und Herrenhaus (2011)

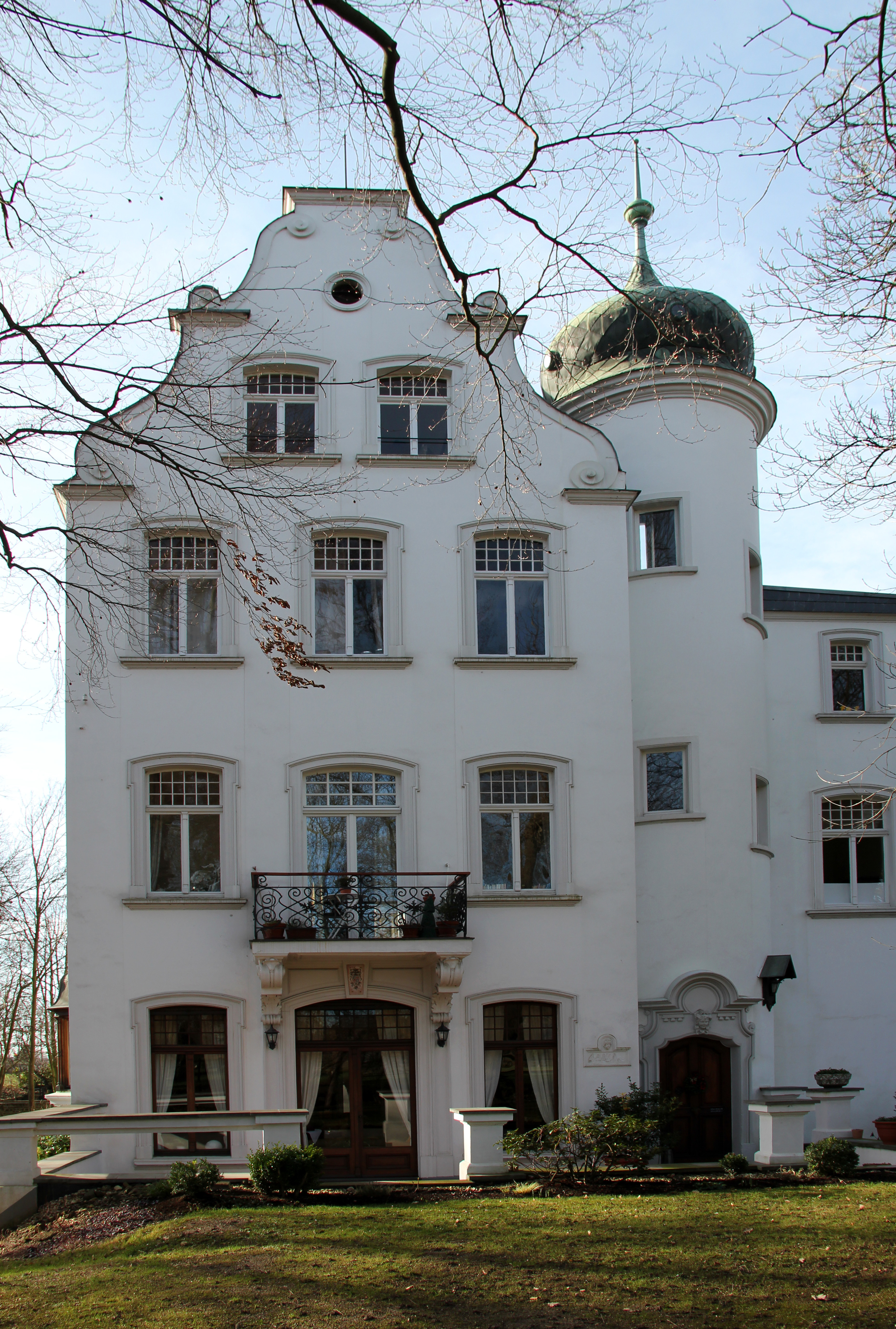
Herrenhaus Parkseite (2011)

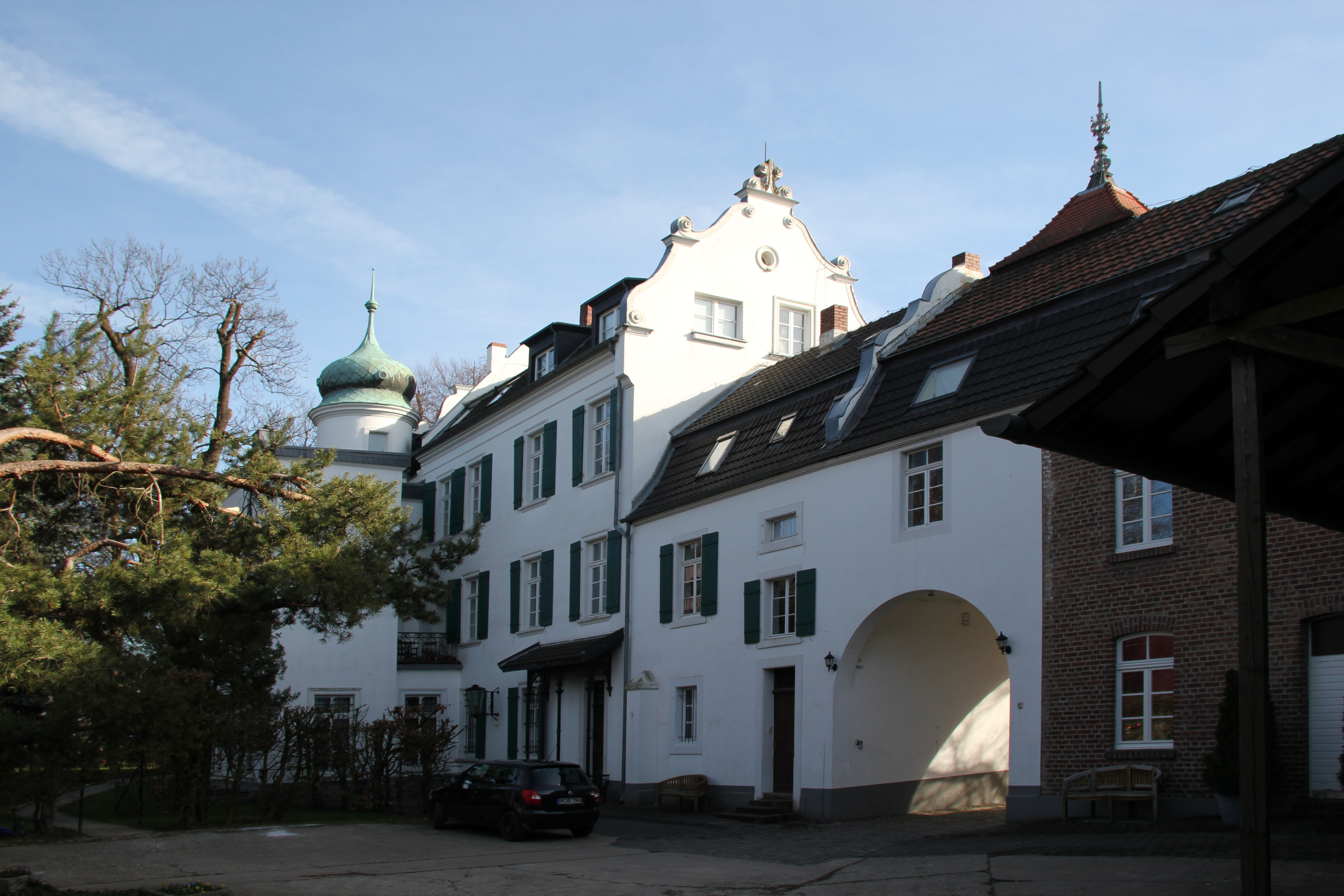
Burghof (2011)

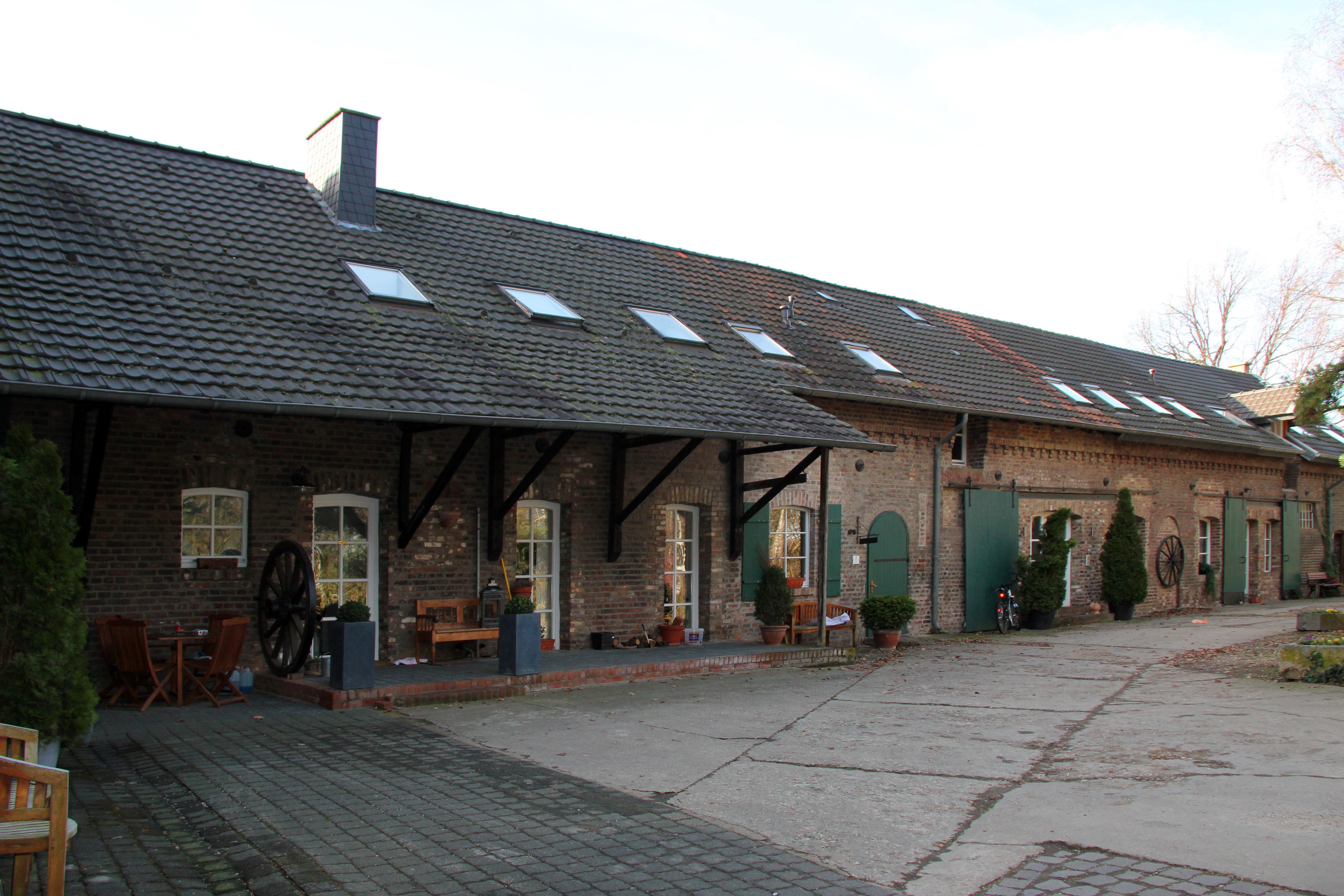
Wohnungen im ehemaligen Wirtschaftstrakt (2011)

Von der ehemaligen am nördlichen Ortsrand von Blessem gelegenen Burg ist nur die Vorburg erhalten, die heute als Burg Blessem bezeichnet wird. Der Verlauf der trockengelegten Wassergräben verweist auf die ursprünglich zweiteilige Anlage, deren Burghaus auf einer Insel nordöstlich der Vorburg auf dem heutigen Gartengelände lag. Im Zuge der Hochwasserkatastrophe 2021, bei der infolge starker Regenfälle die Erft große Gebiete der Region überschwemmte, sind Teile der Anlage unterspült worden und abgerutscht. Somit stand die Burg nach dem Hochwasser an einer Steilkante zu dem durch Erosion zerstörten Gebiet in Richtung der Kiesgrube. Ein Anbau der Burg muss abgebrochen werden, der Rest kann aber erhalten bleiben.

## Geschichte
Ende des 13. Jahrhunderts war die Burg wahrscheinlich im Besitz des Winrich von Blessem, dessen Witwe in einem um 1293 entstandenen Verzeichnis der erzbischöflichen Einkünfte in Blessem genannt wird. Gesicherte Angaben über die Burg und ihre Besitzer gibt es seit 1363, als Elekt Adolf von der Mark Ludwig von Blessem als Burgmann von Lechenich mit der als Hof zu Blessem bezeichneten Burg belehnte.
Nach mehreren Erbgängen kam der Hof im Jahre 1434 über Iburg, – die Tochter Wilhelms von Vlatten – durch Heirat mit Friedrich Scheiffart von Merode an die in Bornheim bei Bonn ansässige Familie der Scheiffart von Merode, in deren Besitz er über Generationen blieb.
Nach dem Tode des Wilhelm Scheiffart von Merode wurde der Hof an Junker Johann Wolff verkauft. Nächster Besitzer war Simon Bagen, der 1611 Haus und Hof an Adam von Hambroich und seine Frau Catharina Spieß von Büllesheim verkaufte. Vergebens bemühten sich die Adam von Hambroich, seine Witwe und auch die nachfolgenden Besitzer, Adolf von Katterbach und Peter von Meinerzhagen, um Anerkennung des Gutes als abgabenfreier Rittersitz und damit verbunden um Befreiung von Kriegslasten.
1696 verkaufte Katharina von Meinerzhagen, die Erbin des Gutes, zusammen mit ihrem Ehemann Franz von Quentel, dem Besitzer der Weißen Burg in Friesheim, das Gut an Prior und Konvent des Dominikanerklosters „Zum Heiligen Kreuz“ in Köln.
1802 wurde das Hofgut des Dominikanerklosters mit Haus, Gebäuden, Garten, Baumgarten, Wiesen und über 50 Hektar Ackerland als geistlicher Besitz enteignet (Säkularisation) und 1808 an Johann Wilhelm Meyer aus Köln verkauft. 1898 wurde an das Gebäude der Vorburg ein Wohnhaus angebaut, in dem die Eigentümerin, eine Tochter von Armin Osterrieth und Nachfahrin der Familie Meyer, lebt.
1967 wurden einige Wirtschaftsgebäude bei einem Brand zerstört, nicht aber das im Garten stehende Kutscherhaus. Der Torhaustrakt und die angrenzenden Stallungen wurden zu einer Wohnanlage umgebaut.

## Heutige Anlage
Eine Brücke überspannt den trockengelegten Wassergraben vor dem langgestreckten Gebäude der Vorburg und dem daran anschließenden Wohnhaus. Das Torhaus mit korbbogiger auf zwei Halbsäulen ruhender Einfahrt ist in das zweigeschossige, teilweise verputzte Backsteingebäude der Vorburg integriert.
Das im Anschluss an das Gebäude der Vorburg 1898 erbaute Wohnhaus ist dreigeschossig und hat einen Schweifgiebel und einen seitlich angeschlossenen Treppenturm mit geschweifter Haube. Zur Gestaltung der Vorderfront des Hauses und Verbesserung der Belichtung wurde ein Erkertürmchen verwendet. Ein leicht verwittertes Sandsteinrelief neben dem Hauseingang an der Giebelseite zeigt Jesus auf dem Schoß Mariens und die Huldigung der Heiligen drei Könige. Das gusseiserne Balkongitter im ersten Stock an der Giebelseite ruht auf einem von Säulen getragenen Vorbau. Die Stuckrahmung der Tür zum Treppenturm mit einem von Weinranken umgebenen Mädchenkopf ist in historisierenden Formen gestaltet.
Im Innenhof stößt im rechten Winkel ein kleiner Backsteinflügel der ehemaligen Stallgebäude auf den Torhaustrakt. Auf dem Burggelände werden zwei Reitställe mit neu erbauten Stallungen und Reitanlagen betrieben. Das Herrenhaus wurde restauriert.